# The Laird of McGillicuddy
The Laird of McGillicuddy è un cortometraggio muto del 1913. Il nome del regista non viene riportato.

## Produzione
Il film fu prodotto dalla Essanay Film Manufacturing Company.

## Distribuzione
Distribuito dalla General Film Company, il film - un cortometraggio a una bobina - uscì nelle sale cinematografiche USA il 23 gennaio 1913.
Il film viene citato in Moving Picture World (18 gennaio 1913).